# George Arion
Pour les articles homonymes, voir Arion.
George Arion, né en 1946, à Tecuci, en Roumanie, est un écrivain roumain, auteur de plusieurs romans policiers et de thrillers. Il est également poète, dramaturge, scénariste, essayiste, librettiste et journaliste. Il est actuellement directeur des Éditions Flacăra, président de la fondation des « Prix Flacăra » et président du Romanian Crime Writers Club.

## Biographie
Il débute en littérature dès 1966, par la publication de recueils de poésies. Mais c’est en 1983 qu’il commence véritablement sa carrière de romancier, avec la publication d'Atac în bibliotecă. Grâce à ce premier roman, George Arion est rapidement reconnu comme l’initiateur d’un renouveau dans le polar roumain. Il donne en effet un nouvel élan à ce genre, en en rafraîchissant de fond en comble les canons littéraires, et en l’éloignant de l’utilisation essentiellement propagandiste qui en est fait à l’époque.
Les œuvres de George Arion se démarquent par un rythme alerte, des phrases courtes, le langage coloré de ses personnages, une bonne dose d’humour et une ironie redoutable, qui sont encore aujourd’hui ses marques de fabrique. On reconnaît là, notamment, des influences de Raymond Chandler, Boileau-Narcejac, et Tom Clancy.

## Revue de presse
« Grâce à George Arion, nous avons enfin nous aussi un vrai roman policier autochtone ». - Ov. S. Crohmălniceanu (ro), România Literară, 1984
« Je ne pense pas qu’il existe dans notre littérature actuelle un autre personnage capable de concurrencer Andrei Mladin en popularité. Semblant avoir été inventé juste pour rire, ce suave et grand gaillard a réussi… à conquérir le cœur de nombreux lecteurs (et surtout lectrices), et à provoquer de véritables scandales entre parents et enfants, frères et sœurs, mari et femme, afin de savoir qui aura le droit de lire le roman en premier ». - Tudorel Urian, La Vie étudiante (Viaţa Studenţească), 28 janvier 1987
« Les romans policiers d’Arion se remarquent par leur écriture alerte, leur humour et le langage pittoresque de leurs personnages ». - Mircea Zaciu, Marian Papahagi, Aurel Sasu, Dictionnaire des écrivains roumains (Dicţionarul Scriitorilor Români), 1995
« George Arion est un virtuose du genre policier ». - Dumitru Micu, Histoire de la littérature roumaine de sa création populaire au post-modernisme (Istoria literaturii române de la creaţia populară la post-modernism), Bucarest, 2000
« Atac în bibliotecă de George Arion est l’un des romans les plus classiques de la littérature populaire roumaine. Écrit pendant la dictature des années 1980, ce roman offre un récit captivant autour des bars, des HLM et des restaurants bucarestois. Les personnages d’Arion font la queue pour acheter de la nourriture, font face aux coupures d’électricité, transpirent sous une chaleur insupportable et se débattent contre les privilèges et l’influence des élites » - Mike Philips (en), préface d’Attack in the library, Ed. Profusion, Londres, 2011.
« Qui veut la peau d’Andreï Mladin ? est de la sorte un divertissement épatant, servi par une traduction enthousiaste, et surtout une révélation : celle d’un auteur que Genèse Edition a le bon goût de nous faire découvrir (lire l’intéressante préface de Claude Mesplède). Gageons que l'excellent George Arion sera le précurseur du roman policier roumain, qui dépassera alors le statut de simple curiosité pour trouver toute sa place au sein du «genre» ». - Anne-Marie Ducorney, 2015

## Œuvre

### Romans policiers et thrillers
- Atac în bibliotecă, 1983 Publié en français sous le titre Qui veut la peau d'Andreï Mladin?[4], Paris-Bruxelles, Genèse Édition, 2015[5], avec une préface de Claude Mesplède
- Profesionistul. Tintă în mişcare, 1985 Publié en français sous le titre La Vodka du Diable[6], Paris-Bruxelles, Genèse Édition, 2017[7], avec une postface d'Alain Berenboom
- Trucaj', 1986
- Pe ce picior dansaţi?,1990
- Crimele din Barintown, 1995
- Nesfârşita zi de ieri, 1997 ; réédité sous le titre Sah la rege en 2008 Publié en français sous le titre Cible royale[8], Paris-Bruxelles, Édition Genèse, 2014
- Cameleonul, 2001
- Anchetele unui detectiv singur, 2003[9]
- Spioni în arşiţă, 2003
- Necuratul din Colga, 2004
- Crime sofisticate, 2009
- Fortăreaţa nebunilor, 2011
- Sufocare, 2012
- Insula cărţilor, 2014[10]
- Însoţitorul lui IIsus, 2016[11]Publié en français sous le titre La Prophétie de Barintown, éditions Ex Aquo, 2021[12]
- Maestrul fricii, 2017[13]

En 1996, une intégrale Andrei Mladin est publiée sous le titre Detectiv fără voie, rééditée en 2008 aux éditions Crime Scene Publishing.

### Poésie
- Copiii lăsaţi singuri, 1979
- Amintiri din cetatea nimănui, 1980
- Traversarea, 1997
- Uite cine nu vorbeşte, poésie pour enfants, 1997

### Critique littéraire
- Alexandru Philippide (ro) ou le Drame de l’unicité (Alexandru Philippide sau Drama unicităţii), 1981
- Depuis 2006, George Arion s’occupe également d’une rubrique entièrement consacrée aux romans policiers dans l’édition dominicale du Journal National (Jurnalul Naţional (ro))[14].

### Ouvrages à caractère journalistique
- Interviuri, 1979
- Interviuri II, 1982
- Dialogul continuă, 1988
- Viaţa sub un preşedinte de regat, 1997
- O istorie a societăţii româneşti contemporane în interviuri (1975-1999), 1999
- Linişte! Corupţii lucrează pentru noi, 2003
- Cele mai frumoase 100 de interviuri, 2011

### Scénarios
- Enigmele se explică în zori, 1989
- Atac in bibliotecă, 1992
- Detectiv fără voie, série télévisée, 2001

### Théâtre et Opéra
- Autograf, monologue dramatique, 150 représentations au Théâtre national de Bucarest
- Scena crimei, tragicomédie policière, diffusée sur une radio publique roumaine (Radio România Actualităţi) en 2008 ; mise en scène pour la première fois au théâtre "Tudor Vianu" de Giurgiu
- În labirint, opéra, écriture du livret – musique de Liana Alexandra ; monté à l’Opéra de Timişoara, en 1987
- Amintiri din livada cu meri, tragicomédie policière, diffusée sur une radio publique roumaine (Radio România Actualităţi), en 2011
- Misterul unei nopţi cu viscol, revue Familia, no  11-12, 2012[15]

### Chansons
George Arion a écrit les paroles de l’album d’Eugen Cristea (ro) intitulé Le Soldat tombé par amour (Soldat căzut din iubire), en 2009.

### Récompenses et distinctions
- Prix de l'Union des écrivains de Roumanie à trois reprises : 1985, 1995 et 1999.
- Prix du Public 2016 au Salon du livre des Balkans de Paris pour son roman Cible royale.